# Луиза Сайн-Гахенбургская
Луиза Изабелла Александрина Августа Сайн-Гахенбургская (нем. Luise Isabelle Alexandrine Auguste zu Sayn-Hachenburg; 19 апреля 1772, Гахенбург — 6 января 1827, Вена) — принцесса Сайн-Гахенбургская, бургграфиня Кирхбергская, в замужестве принцесса Нассау-Вейльбургская.

## Биография
Луиза Изабелла — дочь графа Вильгельма Георга Сайн-Гахенбургского и его супруги Изабеллы Августы Рейсс-Грейцской. 31 июля 1788 года в Гахенбурге Луиза вышла замуж за наследного принца Нассау-Вейльбургского Фридриха Вильгельма, сына Карла Кристиана Нассау-Вейльбургского и Каролины Нассау-Оранской. Фридрих Вильгельм наследовал отцу в 1788 году.
В браке с Фридрихом Вильгельмом у Луизы Изабеллы родились:
- Вильгельм Нассауский (1792—1839) — герцог Нассау, женат на Луизе Саксен-Гильдбурггаузенской, затем на Паулине Вюртембергской
- Августа Луиза Вильгельмина Нассау-Вейльбургская (1794—1796)
- Генриетта Александрина Нассау-Вейльбургская (1797—1829), замужем за эрцгерцогом Карлом Тешенским
- Фридрих Вильгельм Нассау-Вейльбургский (1799—1845), женат на Анне фон Вальемаре (1802—1864)